# Andrew Defty
Andrew Defty, né en 1970, est un historien et sociologue britannique, travaillant en tant qu'enseignant-chercheur à l'école des sciences sociales de l'Université de Lincoln, à Lincoln, au Royaume-Uni.

## Biographie
Andre Defty à l'anglais et l'histoire dans la spécialité du renseignement et des relations internationales à l'Université de Salford. Il obtient son Philosophiæ doctor en 2002 avec une thèse examinant la propagande de la guerre froide des États-Unis d'Amérique et du Royaume-Uni.
Il rejoint l'Université de Lincoln en 2004
Il écrit des articles dans The Lincolnite, un journal indépendant de Lincoln
Il a été récompensé pour son travail :
- De novembre 2009 à janvier 2012, par The Leverhulme Trust, pour son étude '‘Parliamentary scrutiny of the UK intelligence and security services’ (avec Hugh Bochel).
- D'octobre 2007 à juillet 2008, par the Nuffield Foundation Small Grants Scheme, pour son étuded a study of the House of Lords and welfare (avec Hugh Bochel).

Lors des révélations d'Edward Snowden sur l'espionnage de masse des services de renseignement américains, et les révélations sur les échanges qui sont faites avec leurs homologues britanniques en 2014, il explique qu'aucune loi n'interdit ces échanges.

## Œuvres

### Ouvrages
- (en) Andrew Defty, Co-ordinating cold war propaganda : British and American liaison in anti-communist propaganda, 1950-1951, Salford, ESRI, 2002 (ISBN 9781902496337, OCLC 53489848)
- (en) Andrew Defty, Britain, America and Anti-Communist Propaganda, 1945-53. The Information Research Department, London & New York, Routledge, 2004 (ISBN 0-7146-5443-4, OCLC 54960114)
- (en) Andrew Defty et Hugh Bochel, Welfare policy under New Labour : Views from Inside Westminster, Bristol, Policy Press, 2007 (ISBN 9781861347909, OCLC 72151373, lire en ligne)
- (en) Andrew Defty, Watching the watchers, Palgrave, 2014 (ISBN 9781137270429, présentation en ligne)
- (en) Andrew Defty (dir.), Hugh Bochel et Jane Kirkpatrick, Watching the watchers : parliament and the intelligence services, Basingstoke, Hampshire, New York, Houndmills, Palgrave, Macmillan, 2014 (ISBN 9781137270429, OCLC 881655851)

### Articles scientifiques
- (en) Andrew Defty, « ‘Close and continuous liaison’: British anti-communist propaganda and cooperation with the United States, 1950–51 », Intelligence and National Security, vol. 17, no 4,‎ 2002, p. 100-130 (DOI 10.1080/02684520412331306660, lire en ligne)
- (en) Andrew Defty, « Can you tell what it is yet? Public  attitudes towards the ‘Big Society’ », Social Policy Association Annual Conference, University of Lincoln,‎ 2011 (lire en ligne)
- (en) Andrew Defty, « Can You Tell What It Is Yet? Public Attitudes Towards ‘the Big Society’ », Social Policy and Society, Cambridge, Cambridge Universiry Press, vol. 13, no 1,‎ janvier 2014, p. 13-24 (DOI 10.1017/S1474746413000213)
- (en) Andrew Defty (dir.), Hugh Bochel et Jane Kirkpatrick, « Tapping the Telephones of Members of Parliament : The ‘Wilson Doctrine’ and Parliamentary Privilege », Intelligence and National Security, vol. 29, no 5,‎ 2014, p. 675-697 (DOI 10.1080/02684527.2013.777606, lire en ligne)
- (en) Andrew Defty (dir.), Hugh Bochel et Jane Kirkpatrick, « ‘The Government Does Not Comment…’: Parliament and the Intelligence Services », Watching the Watchers,‎ 2014, p. 27-47 (DOI 10.1057/9781137270436_2)

### Articles de presse
- (en) Andrew Defty, « Police and Crime Commissioners have significant powers - pay attention to them », sur Newstatesman.com, 18 avril 2016